# William Duncan Silkworth
William Duncan Silkworth (* 1873; † 1951) war ein Arzt und Spezialist im Bereich Alkoholismus in den USA. Er war Leiter des Towns Hospital in New York City in den 1930er Jahren.
Silkworth hatte großen Einfluss auf Bill Wilson, den Mitbegründer der Anonymen Alkoholiker. Durch ihn erkannte Wilson, dass Alkoholismus eine Krankheit ist und keine moralische Schwäche.